# هموار ۱
هموار ۱ مربوط به دوران پیش از تاریخ ایران باستان عصر مس است و در شهرستان ازنا، بخش مرکزی، دهستان پاچه لک غربی، ۲ کیلومتری شمال شرقی روستای کمری واقع شده و این اثر در تاریخ ۲۸ اسفند ۱۳۸۵ با شمارهٔ ثبت ۱۸۳۳۰ به‌عنوان یکی از آثار ملی ایران به ثبت رسیده است.